# Teatru științifico-fantastic

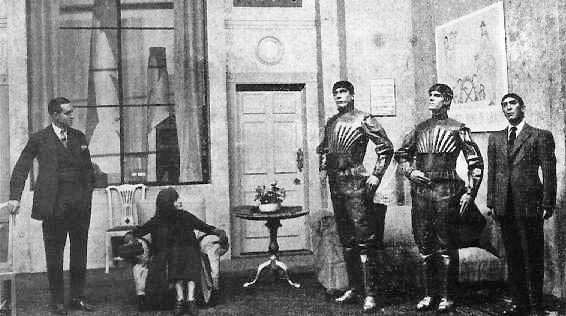
Scenă de la producția piesei de teatru Rosumovi Univerzální Roboti (Rossum’s Universal Robots) de Karel Čapek. Piesa a dus la folosirea universală a cuvântului "robot"

Teatrul științifico-fantastic include lucrări dramatice jucate în direct, fără a se include în această categorie programele de televiziune și producțiile cinematografice. Teatrul SF a fost pus într-un con de umbră de producțiile similare literare sau de televiziune, dar este notabil ca fiind cel care a dat lumii cuvântul robot (prin piesa lui Čapek, R.U.R. - Rosumovi Univerzální Roboti). Lucrări de Jules Verne, Mary Shelley, Terry Bisson sau George Orwell au fost adaptate în producții dramatice. Filmul Metropolis (regizat de Fritz Lang) a fost adaptat într-un muzical.

## Istorie
Lucrarea Posle milijon godina (După un milion de ani), scrisă de Dragutin Ilić în 1889, este considerată prima piesă de teatru științifico-fantastic din istoria literaturii mondiale. Totodată aceasta a pus bazele științifico-fantasticului în Serbia.

## Piese de teatru SF în ordine cronologică (selecție)
- R.U.R. de Karel Čapek, 1920
- The Makropulos Affair de  Karel Čapek, 1922
- Vizita pe o mică planetă (Visit to a Small Planet) de Gore Vidal, 1957
- The Wonderful Ice Cream Suit and Other Plays de Ray Bradbury, 1972
- Starstruck de Elaine Lee, 1980
- Henceforward... de Alan Ayckbourn, 1987
- They're Made Out of Meat de Terry Bisson, 1991 povestire scurtă adaptată ulterior pentru teatru
- Improbable Fiction de Alan Ayckbourn, 2005
- Klingon Christmas Carol de Christopher Kidder-Mostrom și Sasha Warren, 2007
- Future Shock de Richard Stockwell, 2011
- The Future Boys Trilogy de Stephen Jordan, 2012-2015

## Piese de teatru SF românești  (selecție)
- Rinocerii (1959) de Eugen Ionescu
- Drum bun, scumpul nostru astronaut! (1960), comedie în șase tablouri și un epilog de Victor Bîrlădeanu. Valeriu (elev în clasa a XI-a) și colegii săi doresc să realizeze un costum de astronaut, fiind ajutați printre alții și de un peronaj neobișnuit, Omul de pe altă Planetă.
- De vânzare Paradisul! (1963) de Ștefan Tita - în CPSF 216-218
- Femeia cosmică (1965) de Horia Aramă, în CPSF 244
- Paradisul (1965) de Horia Lovinescu, Paradisul e o planetă îndepărtată locuită de adami și de eve, o societate încremenită condusă de Marele Pontif (locțiitorul așa-zisului Demiurg). Există o clasă de aristocrați (kuklanii) și una de subordonați (adamii simpli). Rolul sclavilor revine roboților. Munca, gândirea, dorința de a te apropia de semenii tăi sunt considerate păcate capitale. Copiii se nasc în eprubetă, iar o evă simplă, dacă vrea să devină mamă, e considerată  o criminală. Apariția unui  pământean  face ca mulțimea să-l considere un eliberator, în timp ce tagma asupritorilor e cuprinsă de panică.[7]
- Proximalul (1971) de Romulus Dinu - în CPSF  390-391. Câțiva cercetători caută omul zăpezilor. Urmele adânci pe care le descoperă îi duce într-o peșteră din munți. Dar aici descoperă un proximal și un robotom veniți cu zece mii de ani în urmă din Proxima Centauri pentru a studia fauna bipedă a Terrei.
- Despărțire la marele zbor (1982) și Fântânile (1983) de Romulus Bărbulescu și George Anania.
- Oameni de rezervă (2004) de Bogdan Ficeac
- Cam târziu, domnule Godot! (2009) de Doru Moțoc

## Dramaturgi notabili
- Ray Bradbury
- Josef Čapek
- Karel Čapek
- Kurt Vonnegut